# Таксим (політика)
Такси́м (з тур. taksim — розділення) — популярна з-поміж турків-кіпріотів політична ідеологія, згідно з якою Кіпр має бути поділений між грецькою та турецькою громадами. Концепція таксиму виникла на противагу грецькій ідеології енозісу. В політичній площині її вперше озвучив доктор Фазиль Куджук у 1957 році.

## Розвиток
Ідеї таксиму серед турецької громади Кіпру, як однієї з форм турецький націоналізму, і розвивалися та поширювалися головним чином у відповідь на розвиток та поширення грецького націоналізму та прагнення грецької громади острова до енозісу — об'єднання з Грецією.
У кінці 1920-х та на початку 1930-х років серед грецької громади Кіпру почався політичний рух за скасування колоніального статусу острова та входження острова до складу Греції.
Турецька громада була стривожена закликами до енозісу, оскільки ще була свіжа пам'ять про турецько-мусульманське населення острову Крит, яке буквально за два десятки років після енозісу (з 1898 до 1923) було повністю вигнане. Через це від самого початку грецької боротьби за незалежність Кіпру, турецька громада виступала за продовження британського правління над островом.
У середині 1950х грецькі націоналісти з організації ЕОКА перейшли до збройної боротьби проти британського правління. Жертвами терористичних актів та атентатів часто ставали представники турецької громади, яких колоніальна влада охоче залучала до роботи у правоохоронних органах.
У кінці 1950х років в турецькій громади виникло розуміння, незабаром британське панування закінчиться і острів отримає незалежність. Також було очевидно, що відносини з грецькою більшістю будуть напруженні — як через складну історію взаємних відносин, так і через діаметрально протилежні політичні цілі.
Саме тоді доктором Куджуком — політичним лідером турецької громади були публічно висловлена ідея таксиму — роздільного існування двох громад з власними органами управління в межах одного острову. Кіпріоти-турки як окрема етнічна група острова вважала, що вони мають окреме право на самовизначення.
Але після конференцій у Цюріху та Лондоні, коли були погодженні засади незалежної Республіки Кіпр та були надані гарантії турецькій меншині гасла таксиму тимчасово втратили свою актуальність.
Після конституційної реформи 1963 року, кривавих подій 1963—64 років — вигнання чверті турецького населення острова у анклави та усунення представників турків кіпріотів із державних органі влади — турецька меншина мусила створити власні органи самоуправління. Фактично з 1964 року ідеї таксиму були реалізовані на практиці через примусове виселення турецького населення у місця компактного проживання та формування в них місцевої адміністрації.
Турецьке вторгнення на Кіпр лише поглибили та закріпили ситуацію, яка склалась за десять років до того.